# NGC 127
NGC 127 là một thiên hà dạng hạt đậu được phát hiện vào ngày 4 tháng 11 năm 1850 bởi Bindon Stoney, cùng ngày ông phát hiện ra NGC 126 và NGC 130.